# Gualaquiza (kanton)
Gualaquiza – kanton w prowincji Morona-Santiago, w Ekwadorze. Stolicą kantonu jest Gualaquiza.